# Mallery Lake
Der Mallery Lake ist ein See im kanadischen Territorium Nunavut.

## Lage
Der Mallery Lake befindet sich in der Tundralandschaft im Norden Kanadas, 110 km westlich von Baker Lake sowie 350 km westlich der Hudson Bay. Die Wasserfläche beträgt 467 km², mit Inseln sind es 479 km². Der See liegt auf einer Höhe von 138 m. Er befindet sich zwischen dem westlich gelegenen Tebesjuak Lake und dem östlich gelegenen Princess Mary Lake.
Der Kunwak River durchfließt diese drei Seen von Westen nach Osten.